# Ted Kluszewski
Theodore Bernard Kluszewski (Summit, Illinois, 10 de septiembre de 1924-Cincinnati, Ohio, 29 de marzo de 1988), más conocido como Ted Kluszewski, fue un jugador profesional estadounidense de béisbol que se desempeñó en la posición de primera base en las Grandes Ligas de Béisbol (MLB).

## Carrera
Kluszewski jugó como profesional once temporadas en Cincinnati Reds (1947-1957), después pasó a Pittsburgh Pirates (1958-1959), luego a Chicago White Sox (1959-1960), posteriormente a Los Angeles Angels, donde jugó una temporada (1961), y fue el equipo en el que se retiró.

## Títulos
Fue campeón en jonrones de la Liga Nacional en una oportunidad (1954).